# Karel Slavík
Karel Slavík (1908, Praha – 1957, Chicago) byl jedním z průkopníků swingu v českých zemích.
Hudbě se věnoval amatérsky. V polovině 30. let založil skupinu Blue Music, která byla považována za tehdejší nejjazzovější českou formaci. V Blue Music začínal i Karel Vlach, Ladislav Habart nebo Inka Zemánková.
V březnu 1937 na jejich koncertě vystoupil černošský hudebník a zpěvák Joe Turner, jenž byl v Československu známý z nahrávek orchestru Gramoklubu. Po tomto úspěchu se skupina zviditelnila, což jí umožnilo působit v různých kavárnách a nočních podnicích.
Začátkem čtyřicátých let spolu se svou židovskou snoubenkou utekl před fašismem do Ameriky.
Po válce žil v Brazílii. Od 50. let 20. století žil v Chicagu, kde snad i zemřel (údaje Jiřího Verbergera).